# 779년

## 연호
- 당(唐) 대력(大曆) 14년
- 일본(日本) 호키(宝亀) 10년

## 기년
- 당(唐) 대종(代宗) 18년
- 신라(新羅) 혜공왕(惠恭王) 15년
- 발해(渤海) 문왕(文王) 43년

## 사건
- 음력 3월 - 신라의 서라벌에서 대지진이 일어났다. 백성들의 가옥이 쓰러지고 100명이 넘는 사망자가 발생했다.